# 富士身延鉄道210形電気機関車
富士身延鉄道210形電気機関車（ふじみのぶてつどう210がたでんききかんしゃ）は、富士身延鉄道（現在のJR東海身延線）が1928年（昭和3年）に新製した直流用電気機関車である。
保有事業者である富士身延鉄道の国有化に伴って本形式も国鉄（当時の鉄道省）籍へ編入され、ED21形と改番された。

## 概要
前年度に新製された200形電気機関車に続いて、1928年（昭和3年）6月に日立製作所において210形210 - 212の3両が新製された。
箱形の車体を持つ軸配置B-Bの中型機で、基本構造は1926年（大正15年）に鉄道省へ納入されたED15形を基本にしている。日立製作所による国鉄ED15形を基本とする私鉄向けD形電気機関車としては、他に長野電鉄500形、南武鉄道1001形（後の国鉄ED34形→ED27形2代）が製作されており、いずれもリベット組み立ての無骨な車体設計で共通する。ただし、重ね板ばねによるペデスタル式板台枠台車を採用した幹線用の国鉄ED15形や長野電鉄500形と異なり、後発となった本形式と南武1001形では鍛造の巨大な釣合梁を持つイコライザー式台車となっている。
前面は貫通構造で、貫通扉のすぐ左に点検用の梯子が取付けられている。側面の乗務員扉は運転士側、助士席側ともに設置されている。

## 導入後の変遷
1941年（昭和16年）5月1日付で実施された富士身延鉄道の買収・国有化に伴って鉄道省（国有鉄道）籍へ編入され、ED21形の省形式が付与されてED21 1 - ED21 3と改称・改番された。
当初は富士身延鉄道保有当時の仕様のまま運用されたが、1951年（昭和26年）に機器の標準化が行なわれ、ED20形と同様に本形式にも装備されていた発電ブレーキは撤去された。
太平洋戦争後の1953年（昭和28年）に全機とも飯田線に転出し、ED21 3はさらに大糸線に転出した。また、1955年（昭和35年）4月から6月にかけて、ED21 2が三岐鉄道に貸出され、黒部ダム建設に際しての資材輸送、いわゆる「黒四輸送」に充当された。
ED21 1は1959年（昭和34年）に廃車となった。残る2両は経年による各部の老朽化が著しくなったことから、阪和線から大糸線に戻された同クラスの寸法・自重のED60形 (2, 3) と置き換えられる形で、中部天竜機関支区所属のED21 2、および北松本機関区所属のED21 3とも1973年（昭和48年）に廃車となった。廃車後は私鉄に払い下げられることなく全機とも解体処分されている。